# Bo Katzman
Bo Katzman (* 18. April 1952 in Pratteln als Reto Borer) ist Schweizer Musiker, Sänger und Leiter eines Gospelchors.

## Biographie

### Anfänge
Im Alter von acht Jahren erhielt Bo Katzman eine Minigitarre, von der er so begeistert war, dass er schon nach kurzer Zeit an verschiedenen Feiern im familiären Umkreis auftrat. Im Alter von elf Jahren gründet er einen kleinen Gospelchor in einer Pfadfindergruppe.
In den 1960er Jahren erlangte er die Matura im Typus Musik und studierte anschliessend am Konservatorium in Basel. Er erhielt das Diplom als Gesangslehrer und Chordirigent. Ab 1968 war Bo Katzman Bassist in verschiedenen Jazz-Bands. 1969, 1971, 1973–1975 war er als Bassist in der Frenkendörfer Bourbon Street Jazzband tätig. Während dieser Zeit war er auch als Musiker und Sänger im Tanzorchester Georg Bielser Septett aus Pratteln tätig. Später spielte er in verschiedenen Unterhaltungsorchestern. Um 1983 war er in Reinach Basel-Landschaft als Musiklehrer im Schulhaus Lochacker tätig.

### Rockmusik
1976 veröffentlichte er als Bassist in der Rockgruppe «Monroe» eine Single und ein Album in Deutschland. 1979 erschien die erste Veröffentlichung unter dem Pseudonym «Beau Katzman»: The Kat, ein in Frankfurt am Main produziertes Album. 1981 folgte das Album «Beausitive», doch der Erfolg blieb aus.
1983 trat Bo Katzman mit der «Bo Katzman Gang» auf, doch blieb der kommerzielle Erfolg weiter aus. Erst das dritte Album In The Jungle enthielt den ersten Hit: I’m In Love With My Typewriter. Ein Jahr später erreichten die Singles A Little Too Much und Who’s That Woman die nationalen Charts. 1985 gründete er den Kinderchor «Katz Kids», der zu einem der grössten Kinder-Chöre Europas heranwuchs. Die Single We Are The Katz Kids wurde bei EMI in der Schweiz veröffentlicht.
1986 erschien ein weiteres Album: Katz People, die in der Schweiz von 0 auf Platz 11 in die Charts einstieg und zum bis dahin grössten Erfolg wurde. Das Album und die Single Working on the Galley wurden im Herbst europaweit veröffentlicht.
1987 gründete er den «Bo Katzman Chor», der heute zwischen 100 und 150 Mitgliedern zählt und nach eigenen Angaben der grösste Gospel-Chor Europas ist. Zwischen 1987 und 1990 war Bo Katzman erfolgreich mit seiner neuen Formation «Bo Katzman & the Soul Cats» unterwegs.
1990 trat Bo Katzman mit seinen «Katz Kids» und dem Song Celebration Day als erster Schweizer in der TV-Show Wetten, dass..? auf. Das Lied war der offizielle Song der ersten internationalen Jugend-Winterspiele.
Am 29. Mai 2014 trat die Bo Katzman Gang in der originalen Besetzung anlässlich der «National Summer Games» auf dem Bundesplatz in Bern auf. Ende September war die neue Bonus-CD Katz People mit drei bisher unveröffentlichten Songs erschienen.

### Gospel
Die 1990er Jahre waren vor allem durch Veröffentlichungen und jährliche Schweizer Tourneen des «Bo Katzman Chors» geprägt. 1998 erschien zum ersten Mal seit zehn Jahren eine Bo-Katzman-Veröffentlichung ohne Mitwirkung des Chors: die Single Voices of Paradise. Der Song wurde in der Schweiz mit Gold ausgezeichnet.
1999 produzierte Katzman zusammen mit John Brack und Steve Lee (Gotthard) die Single With a little Help from my Friends, die mit Platz 18 zu seinem höchsten Neueinstieg in den Schweizer Charts wurde. Im gleichen Jahr erreichte die CD Heaven & Earth des Katzman Chors innerhalb von vier Wochen Gold-Status.
2001 tourte Bo Katzman wieder mit seinen alten Rock-Hits durch die Schweizer Clubs. Trotz grossem Erfolg war es der endgültige Abschied von Bo Katzman als Rock-Musiker, der sich ausschliesslich dem Gospel widmen wollte. 2005 wurde Bo Katzman für zehn Goldene Schallplatten innert zehn Jahren ausgezeichnet. 2012 erhielt Bo Katzman die 13. Goldene Schallplatte für die CD Winter Nights und feiert mit seinem Chor «25 Jahre Bo Katzman Chor» auf einer grossen Schweizer Tournee.
2014 ging Bo Katzman mit neuer Show und neuem Chor auf Tournee.

## Diskografie

### Studioalben
- 1979 – The Kat
- 1981 – Beausitive
- 1983 – In the Jungle
- 1986 – Katz People
- 1988 – Seven Days
- 1990 – The wonderful World of the Soul Cats
- 1990 – Katz Kids singed Wälthits
- 1993 – A Gospel Night
- 1994 – A glory Night
- 1995 – White Nights (CH: Gold)[5]
- 1996 – Heaven (CH: Gold)
- 1996 – Katz Kids: Beatles Hits für Kids
- 1997 – Miracles (CH: Gold)
- 1998 – Voices of Paradise (CH: Gold)
- 1999 – Heaven & Earth (CH: Gold)
- 2000 – Betlehem (CH: Gold)
- 2001 – Spirit of Joy (CH: Gold)
- 2002 – Mystery Moon (CH: Gold)
- 2003 – The Gospel Book (CH: Gold)
- 2004 – Heaven’s Gate (CH: Gold)
- 2005 – Symphony Of Life
- 2005 – Zwischen Himmel und Erde (nur Deutschland)
- 2006 – The Gospel Road (CH: Gold)
- 2006 – The Power of Gospel (nur Deutschland)
- 2007 – Soul River (CH: Gold)
- 2008 – Gospel Visions
- 2008 – Joy To The World – Christmas Gospel Time
- 2009 – Gospel Locomotion
- 2010 – Winter Nights (CH: Gold)
- 2011 – Land of Dreams
- 2012 – Glory Day
- 2013 – Neue Ufer
- 2014 – Stars of Heaven
- 2015 – Your Christmas (Bo Katzman & Chor)
- 2017 – The Truth (Bo Katzman & The Cat Pack)

### Singles
- 1979 – The Kat
- 1983 – I’m in Love with My Typewriter
- 1984 – Who’s That Woman
- 1984 – A Little Too Much
- 1985 – We Are the Katz Kids
- 1986 – Working on the Galley
- 1987 – Love and Pain
- 1987 – Cuba Rum – Summer Remix
- 1988 – Follow Me
- 1990 – Celebration Day
- 1990 – Kiss
- 1990 – Jailhouse Rap
- 1998 – Voices of Paradise
- 1999 – With a Little Help from My Friends (Die 3 Tenöre: Brack/Lee/Katzman)
- 2006 – Let’s Make a Baby King!
- 2011 – Ferry Me Over
- 2013 – Wenn die Welt uns ruft